# Hemicamenta caffrina
Hemicamenta caffrina är en skalbaggsart som beskrevs av Louis Albert Péringuey 1904. Hemicamenta caffrina ingår i släktet Hemicamenta och familjen Melolonthidae. Inga underarter finns listade i Catalogue of Life.